# Gerichtsbezirk Bludenz
Der Gerichtsbezirk Bludenz ist der örtliche Zuständigkeitsbereich des Bezirksgerichts Bludenz im österreichischen Bundesland Vorarlberg.
Der Sitz des Bezirksgerichts befindet sich in der Bezirkshauptstadt Bludenz und der Gerichtsbezirk umfasst den gesamten politischen Bezirk Bludenz. Er ist einer von fünf Gerichtsbezirken im Bundesland Vorarlberg. Als übergeordnetes Gericht fungiert das Landesgericht Feldkirch.
Die Zuteilung der Gerichtssprengel in Vorarlberg erfolgte mit der Verordnung der Bundesregierung vom 19. Jänner 1971 über die Sprengel der in Vorarlberg gelegenen Bezirksgerichte im BGBl. Nr. 33/1971. Der Gerichtsbezirk Bludenz wurde darin in § 2 festgelegt.
Am 25. September 2015 gab Justizminister Wolfgang Brandstetter bekannt, dass das Bezirksgericht Montafon und damit der zugehörige Gerichtsbezirk Montafon im Jahr 2017 aufgelöst werden sollen. Die Zuständigkeit ging daher mit 1. Juli 2017 auf das Bezirksgericht Bludenz über, die Gemeinden des Gerichtsbezirks Montafon wurden Teil des Gerichtsbezirks Bludenz. In den Jahren zuvor waren diese Pläne bereits mehrfach gefasst und aufgrund des anhaltenden Widerstands der Vorarlberger Landesregierung verworfen worden.

## Örtliche Zuständigkeit

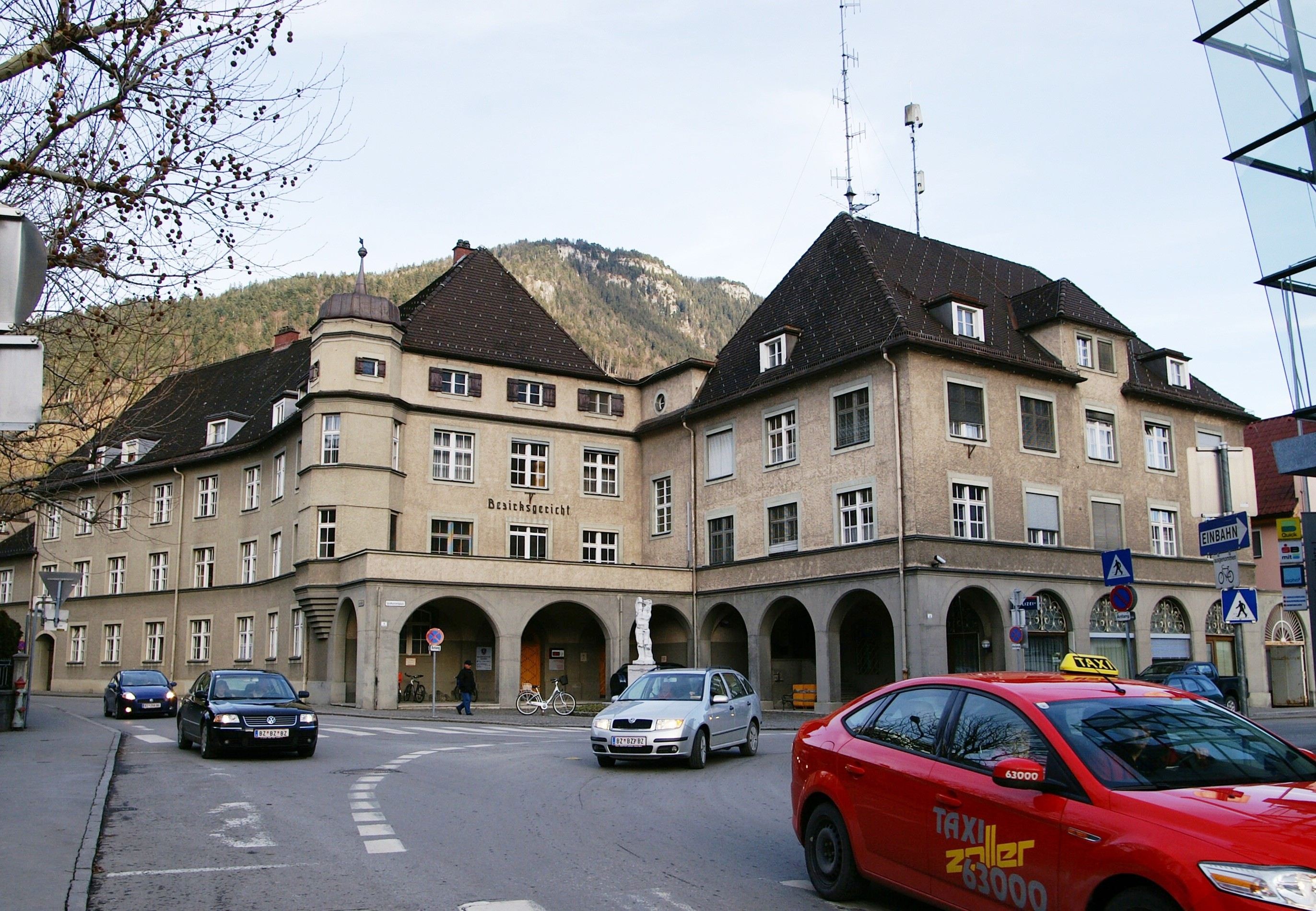
Das Bezirksgericht Bludenz

Der Gerichtsbezirk erstreckt sich auf alle Gemeinden des Bezirks Bludenz. Dazu zählen insbesondere die Gemeinden im Walgau, im Montafon, im Großen Walsertal und im Klostertal.
1. Bartholomäberg
2. Blons
3. Bludenz
4. Bludesch
5. Brand
6. Bürs
7. Bürserberg
8. Dalaas
9. Fontanella
10. Gaschurn
11. Innerbraz
12. Klösterle
13. Lech
14. Lorüns
15. Ludesch
16. Nenzing
17. Nüziders
18. Raggal
19. St. Anton im Montafon
20. St. Gallenkirch
21. St. Gerold
22. Schruns
23. Silbertal
24. Sonntag
25. Stallehr
26. Thüringen
27. Thüringerberg
28. Tschagguns
29. Vandans